# Woltmershausen
Woltmershausen, Bremen-Woltmershausen (dolnoniem. Woltmershusen) — dzielnica miasta Brema w Niemczech, w okręgu administracyjnym Süd, w kraju związkowym Brema. 
Dzielnica leży nad lewym brzegiem Wezery.